# Liver Å
Liver Å  er et cirka 20 km langt vandløb vest for Hjørring i Vendsyssel.

## Forløb
Åen dannes cirka 10 km sydvest for Hjørring ved sammenløbet af Hundelev Å, der er et sammenløb af flere bække helt ude mod vest, og Stenvad Å, der har sit udspring sydvest for Vrå. Efter få km får den tilløb af Rakkeby Å, der kommer fra sydøst, og lidt længere mod nord, ved herregården Åstrup, kommer Hæstrup Møllebæk og Åstrup Møllebæk, ligeledes fra sydøst. Den fortsætter mod nord i en smal 5-15 m dyb ådal vest om Hjørring og får undervejs flere mindre tilløb, både fra vest og øst. Videre øst om Skallerup Klit til Rødebro, hvor Varbro Å løber til fra øst. 
Den er nu drejet mere mod nordvest og kommer ind i Natura 2000-område 6 Kærsgård Strand, Vandplasken og Liver Å, der er beskyttet som EU-habitatområde. Den passerer den 10-15 m høje kystskrænt fra stenalderhavets tid for 5-7.000 år siden ved navn Lien, der går parallelt med den nuværende kystlinie.
Åen kommer så ud i et område, hvor den omgives af store eng- og rørsumparealer, og hvor rester af nordligere udløb ses som afsnørede åslyngninger. Mod syd ligger den botanisk værdifulde og fredede sø Vandplasken. Liver Å munder ud i Skagerrak ved Kærsgård Strand, 7 km sydvest for Hirtshals.

## Fredning
Arealerne omkring Liver Å’s udløb blev fredet i 1956 (i alt ca. 115 ha). Fredningen blev i 1962 udvidet med Vandplasken og klitområder ved Kærsgård Strand, i alt ca. 188 ha.

## Badeforbud
Der er badeforbud i Liver Å. Det skyldes, at der er påvist et højt bakterietal i åen, som stammer fra mennesker og drøvtyggere. Mere eksakt menes forureningen at stamme fra Hjørring Renseanlæg og fra kvæg langs åen.

## Liver Å trinbræt
Hjørring-Løkken-Aabybro Jernbane havde et trinbræt, der var opkaldt efter åen, men lå ved Søndermøllevej knap 1 km vest for banens bro over åen. Trinbrættet fandtes ikke fra banens start i 1913. Det havde en korsformet læskærm af træ. Banen blev nedlagt i 1963.